# Chaetonaevia petasitis
Chaetonaevia petasitis är en svampart som beskrevs av Svrcek 1976. Chaetonaevia petasitis ingår i släktet Chaetonaevia och familjen Dermateaceae.   Inga underarter finns listade i Catalogue of Life.